# Município de Wilson (condado de Wilson, Carolina do Norte)
O município de Wilson (em inglês: Wilson Township) é um localização localizado no  condado de Wilson no estado estadounidense da Carolina do Norte. No ano 2010 tinha uma população de 42.775 habitantes.

## Geografia
O município de Wilson encontra-se localizado nas coordenadas 35° 43′ 36,57″ N, 77° 54′ 55,94″ O.